# Duncan Thompson
Duncan Fulton Thompson MBE (14 de marzo de 1895 – 17 de mayo de 1980) fue un veterano australiano de la Primera y Segunda Guerra Mundial, y un jugador, entrenador y administrador de rugby league. Fue herido en servicio activo durante la Primera Guerra Mundial y ha sido nombrado entre los mejores futbolistas del país del siglo XX, y es considerado el padre del entrenamiento moderno. Fue nombrado Miembro de la Orden del Imperio Británico (MBE) en los Honores de Año Nuevo de 1960 "por servicios a la comunidad en el campo del deporte".
Nacido en Warwick, Queensland, el 14 de marzo de 1895, Thompson se convertiría en banquero y hábil medio scrum de rugby league. Comenzó su carrera en el club de Ipswich, Queensland, y representó a Queensland por primera vez en 1915.

## Primera Guerra Mundial
Thompson se mudó a Sídney donde jugó para Norths antes de alistarse en la Primera Fuerza Imperial Australiana en 1916 durante la Primera Guerra Mundial. Salió de Sídney en 1917 en el HMAS Ayrshire con el 49º Batallón (Queensland) dentro de la 13ª Brigada de la 4ª División Australiana, y vio servicio activo en Bélgica y Francia. En abril de 1918, durante la ofensiva de primavera alemana, fue herido de bala en el pecho en Dernancourt en el río Ancre, pero sobrevivió. Le dijeron que no podría jugar deportes nuevamente y llevó un fragmento de bala en su cuerpo por el resto de su vida. Fue dado de baja después de la desmovilización en enero de 1919.

## Carrera continuada
Después de regresar a Australia en 1919, Thompson se unió al Commonwealth Bank y reanudó su carrera futbolística. Participó en la gira de 1919 por Nueva Zelanda en el primer equipo de prueba completo de Australia en cruzar el Tasman. Con el mundo aún recuperándose de la Primera Guerra Mundial y en medio de la pandemia de gripe española, el equipo solo pudo encontrar pasaje a Nueva Zelanda en un barco de carga infestado de cucarachas y ratas en el puerto de Newcastle. A mitad de camino del cruce del Tasman, las mordeduras de los parásitos del barco provocaron que Thompson y "Chook" Fraser sufrieran envenenamiento de sangre en las piernas.
Thompson ganó campeonatos con Norths en 1921 y, junto con otras estrellas de North Sydney, Harold Horder y Cec Blinkhorn, fue seleccionado para la gira de los Kangaroos 1921-22 por Gran Bretaña, jugando en los tres Tests y en veintitrés partidos de la gira, superando los 100 puntos en la gira con 49 goles. También llevó a Norths a la victoria en la final del campeonato de la temporada 1922 de la NSWRFL, capitaneando al equipo.
La partida de Thompson de Sídney fue amarga tras una suspensión por una acusación de patada que él negó firmemente. Al regresar a Queensland, capitaneó el equipo de Toowoomba en 1924 y 1925, junto a Herb Steinohrt y Tom Gorman. Este renombrado equipo de Toowoomba venció a todos los rivales, incluidos los campeones de Sídney, Souths, Brisbane, Ipswich y equipos representativos visitantes, incluidos Nueva Gales del Sur, Victoria, Gran Bretaña y Nueva Zelanda. Su carrera internacional representativa se cerró en 1924 con dos apariciones en los Tests en la serie de las Ashes contra los British Lions de gira.

## Después de jugar y la Segunda Guerra Mundial
Sirvió nuevamente para su país en la AIF en la Segunda Guerra Mundial como oficial de servicios en Townsville y en Papúa Nueva Guinea. Fue administrador de la Liga de Rugby de Queensland y también entrenó a los Toowoomba Clydesdales a seis victorias en la Bulimba Cup en los años 1950. Fue selector estatal y nacional en los años 1950 y 1960.
Campeón de tenis en Toowoomba y representante estatal de Queensland, Thompson jugó en los dobles masculinos en el Abierto de Nueva Gales del Sur de 1931. También fue un hábil jugador de críquet, buen golfista y jugador de bolos sobre césped.
Su hermano Colin Thompson también jugó rugby league representativo para Queensland en los años 1920.
Thompson murió en Auchenflower, Queensland, el 17 de mayo de 1980.

## Reconocimientos
En 1929, la tribuna Duncan Thompson en el North Sydney Oval fue nombrada en su honor, así como la tribuna principal en el Clive Berghofer Stadium en Toowoomba. En 1960, Thompson fue honrado como Miembro (civil) de la Orden del Imperio Británico por su contribución al deporte.
En 2005, fue incluido en el Salón de la Fama de la Liga de Rugby de Australia y en agosto de 2006 fue nombrado medio scrum en el Equipo del Siglo de los North Sydney Bears. En febrero de 2008, Thompson fue nombrado en la lista de los 100 mejores jugadores de Australia (1908-2007), encargada por la NRL y ARL para celebrar el centenario del código en Australia. En junio de 2008, fue elegido en el Equipo del Siglo de la Liga de Rugby de Queensland en el banco de suplentes. En 2008, en el año del centenario de la liga de rugby en Australia, Thompson fue nombrado como medio scrum y entrenador del Equipo del Siglo de Toowoomba y el Suroeste.
| Club         | Club                 | Club | Club | Club | Club | Club |
| Años         | Equipos              | Pld  | T    | G    | FG   | P    |
| ------------ | -------------------- | ---- | ---- | ---- | ---- | ---- |
| 1911–15      | St.Paul's (Ipswich)  |      |      |      |      |      |
| 1915         | Wests (Newcastle)    |      |      |      |      |      |
| 1916         | North Sydney         | 13   | 1    | 0    | 0    | 3    |
| 1919         | Starlights (Ipswich) |      |      |      |      |      |
| 1920–23      | North Sydney         | 46   | 11   | 46   | 0    | 125  |
| 1924–25      | Valleys (Toowoomba)  |      |      |      |      |      |
|              | Total                | 59   | 12   | 46   | 0    | 128  |
| Representate |                      |      |      |      |      |      |
| Años         | Equipos              | Pld  | T    | G    | FG   | P    |
| 1915–25      | Queensland           | 11   | 1    | 18   | 0    | 38   |
| 1920–24      | Australia            | 9    | 2    | 4    | 0    | 11   |
| 1921–22      | New South Wales      | 3    | 2    | 0    | 0    | 6    |
| 1922–23      | Metropolis           | 3    | 2    | 1    | 0    | 8    |

| Club          | Club       | Club | Club | Club | Club | Club |
| ------------- | ---------- | ---- | ---- | ---- | ---- | ---- |
| Años          | Equipos    | Gms  | W    | D    | L    | W%   |
| 195?–??       | Toowoomba  |      |      |      |      |      |
| Representante |            |      |      |      |      |      |
| Años          | Equipos    | Gms  | W    | D    | L    | W%   |
| 1953          | Queensland | 0    | 0    | 0    | 0    |      |